# Aloe powysiorum
Aloe powysiorum ist eine Pflanzenart der Gattung der Aloen in der Unterfamilie der Affodillgewächse (Asphodeloideae). Das Artepitheton powysiorum ehrt J. Gilfrid L. Powys (1938–2017) und seine Frau Patricia G. Powys.

## Beschreibung

### Vegetative Merkmale
Aloe powysiorum wächst stammbildend, verzweigt von der Basis aus sowie darüber und ist gelegentlich zur Spitze hin dichotom verzweigt. Der hängende Stamm erreicht eine Länge von bis zu 180 Zentimeter und ist 12 Zentimeter dick. Die dreieckigen Laubblätter bilden eine dichte Rosette. Die hellgrüne, hell bereifte Blattspreite ist bis zu 55 Zentimeter lang und 9 Zentimeter breit. Die weißen Zähne am Blattrand sind 1 Millimeter lang und stehen 1 bis 8 Millimeter voneinander entfernt.

### Blütenstände und Blüten
Der leicht aufsteigende, fast horizontale, einfache Blütenstand erreicht eine Länge von bis zu 92 Zentimeter. Die dichten Trauben sind bis zu 48 Zentimeter lang und bestehen aus einseitswendigen Blüten. Die dreieckigen, weißlichen Brakteen weisen eine Länge von 11 Millimeter auf und sind 3 Millimeter breit. Die bauchigen, lachsroten Blüten sind an ihrer Mündung heller und stehen an 5 bis 6 Millimeter langen Blütenstielen. Sie sind 32 bis 36 Millimeter lang und an ihrer Basis verkehrt konisch. Auf Höhe des Fruchtknotens weisen die Blüten einen Durchmesser von 10 Millimeter auf. Darüber sind sie bis zu Mitte erweitert und schließlich zur Mündung auf 6,5 bis 7 Millimeter verengt. Ihre äußeren Perigonblätter sind auf einer Länge von 11 bis 12 Millimetern nicht miteinander verwachsen. Die Staubblätter und der Griffel ragen bis zu 10 Millimeter aus der Blüte heraus.

## Systematik und Verbreitung
Aloe powysiorum ist im Norden Kenias auf Felsflächen und steilen, felsigen Hängen in Höhen von 1600 bis 1970 Metern verbreitet. 
Die Erstbeschreibung durch Leonard Eric Newton und Henk Jaap Beentje wurde 1990 veröffentlicht.

## Nachweise